# Le Château d'Ornans
Le Château d'Ornans est un tableau réalisé par le peintre français Gustave Courbet en 1855.
De format horizontal, cette peinture à l'huile sur toile est une peinture de paysage qui représente une vue du promontoire sur lequel se trouvent le hameau et les ruines du château d'Ornans (à gauche) qui surplombe la ville d'Ornans dans la vallée de la Loue (centre droit). Au premier plan, on voit le lavoir du château appelé la fontaine aux vipères par Courbet (en référence aux commères qui y lavaient leur linge).
Le tableau est exposé depuis 1972 au Minneapolis Institute of Art (Minnesota).

## Description

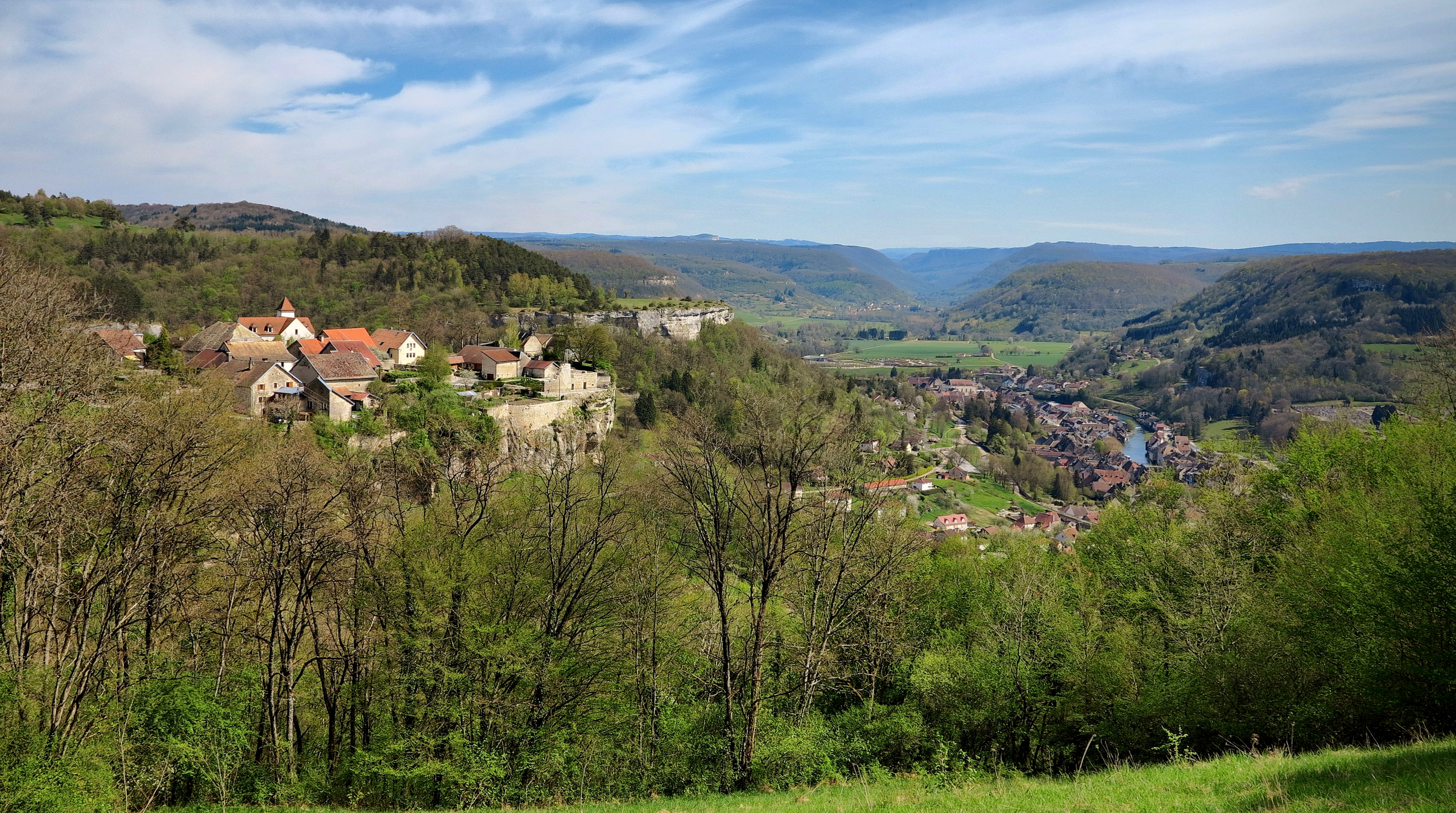
Photo prise en 2015.

Comme le montre la photographie ci-contre, Gustave Courbet a réalisé, une nouvelle fois, une vue fidèle du paysage même si aujourd'hui la végétation nous masque la fontaine aux vipères. Néanmoins, cette dernière a été restaurée (voir photo ci-après) ainsi que les ruines du château.

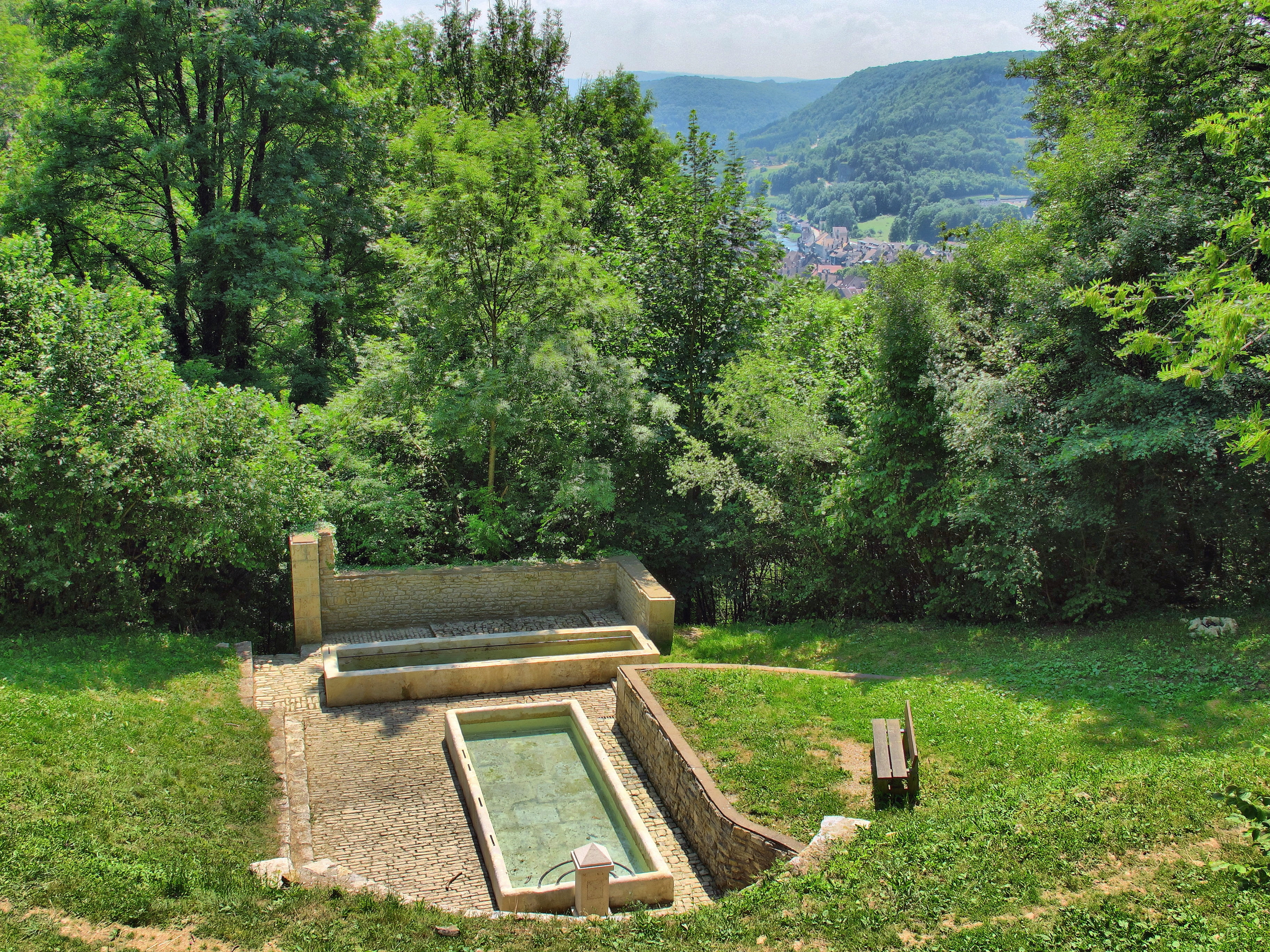
La fontaine aux vipères restaurée.